# Elytroleptus scabricollis
Elytroleptus scabricollis là một loài bọ cánh cứng trong họ Cerambycidae.